# 第十一次イゾンツォの戦い
第十一次イゾンツォの戦い（Eleventh Battle of the Isonzo）とは、第一次世界大戦中のイタリア戦線で、イタリアとオーストリアの間で発生した戦い。

## 戦闘
10度目の攻勢から数ヵ月後、ルイージ・カドルナ参謀総長は戦争決着を望んで、イソンゾ戦線最大の攻勢計画を発動した。戦いにはこれは全軍の70%に相当する歩兵600大隊と5200門もの大戦力が投入され、トルミーノ占領を最終目標としていた。

## 結果
アドリア海沿岸部を進むイタリア陸軍の大軍はイソンゾ川で幾つかの渡河作戦に成功して新たな橋頭堡を築いた。渡河の一方でオーストリア・ハンガリーの防衛線に向けた攻勢も繰り広げられ、オーストリア本土の入り口に位置するバインジッツァ高原の要塞線に猛攻が加えられた。オーストリア・ハンガリー軍は懸命に防衛したものの最終的にルイジ・カペッロ将軍の伊第2軍が守備軍を撃破、オーストリア・ハンガリー軍のスヴェトザル・ボロイェヴィッチ元帥は防衛線を放棄して退却した。最後の拠点であるガブリエル山の占領は成らなかったが、アオスタ公率いる第3軍はそれ以外の周辺地域の獲得に成功している。
戦いでオーストリア・ハンガリー軍は14万名の死傷者を出し、2万名が降伏した。もはやオーストリア・ハンガリー軍は戦線崩壊の瀬戸際に追い込まれており、再度の大攻勢に耐えられる状態には無かった。しかし対するイタリア側の損害も決して少なくはなく、直ぐに次の攻撃には移れなかった。また攻撃後の編成では第3軍は二つの軍団に分けて占領地に配置されていたが、これは戦線に致命的な弱点を残してしまっていた。
オーストリア・ハンガリー軍の危機にドイツ軍は第12次攻勢で遂に参戦し、この弱点を利用した新戦術によって戦況を大きく覆す事に成功する。

## 他の戦闘
- 第一次イゾンツォの戦い - 1915年6月23日 - 7月7日
- 第二次イゾンツォの戦い - 1915年7月18日 - 8月3日
- 第三次イゾンツォの戦い - 1915年10月18日 - 11月3日
- 第四次イゾンツォの戦い - 1915年11月10日 - 12月2日
- 第五次イゾンツォの戦い - 1916年3月9日 - 3月17日
- 第六次イゾンツォの戦い - 1916年8月6日 - 8月17日
- 第七次イゾンツォの戦い - 1916年9月14日 - 9月17日
- 第八次イゾンツォの戦い - 1916年10月10日 - 10月12日
- 第九次イゾンツォの戦い - 1916年11月1日 - 11月4日
- 第十次イゾンツォの戦い - 1917年3月12日 - 6月8日
- カポレットの戦い - 1917年10月24日 - 11月9日（第一二次イゾンツォの戦いとも言う）